# 30048 Sreyasmisra
A 30048 Sreyasmisra (korábbi nevén 2000 EB37) a Naprendszer kisbolygóövében található aszteroida. A LINEAR program keretein belül fedezték fel 2000. március 8-án.
A bolygót Sreyas Misra (1996–) amerikai középiskolai hallgatóról, a 2014-es Intel Science Talent Search tudományos verseny döntőséről nevezték el.

## Kapcsolódó szócikk
- Kisbolygók listája (30001–30500)